# Ibănești, Mureș
Ibănești (în maghiară Libánfalva) este satul de reședință al comunei cu același nume din județul Mureș, Transilvania, România.

## Istoric
Vestigiile arheologice descoperite pe raza comunei dovedesc locuirea Ibăneștiului încă din neolitic.
- 1453 – prima atestare documentară a localității Ibănești.
- 1599–1600 – locuitorii din Ibănești se alătură companiei lui Mihai Viteazul din Moldova.
- 1704–1708 - locuitorii îl sprijină pe Francisc Rákóczi al II-lea.
- 1848–1849 – locuitorii Văii Gurghiului au făcut parte din Legiunea a XII–a condusă de Constantin Roman Vivu; și-au trimis reprezentanți la Marea Adunare a Românilor din Transilvania de la Blaj (15-17 mai 1848).
- În timpul dramaticelor evenimente din februarie–martie 1849 au fost uciși din Ibănești Dan Toader, Dan Ioan, Dan Filip, Petra Ion, Petra Pintilie, Todoran Iacob, Todoran Mihai, Todoran Precup, Gliga Vasilica, Chirteș Vasilica, Ceușan Dumitru, Dan Teodor, Todoran Oanea, Todoran Aana, Grigore Pop și alții.
- 1877–1878 – Războiul de Independență al României: Nicolae Petra–Petrescu participă voluntar la războiul din Balcani; 30 de contribuabili din Ibănești sprijină prin donații dotarea armatei române cu suma totală de 16 florini și 10 cruceri, 2 taleri și 2 merindare.
- 1892 – MEMORANDUMUL – participă din Ibănești Ion Racoțean.
- 1914-1918 – Primul război mondial – lupte grele se dau în Valea Gurghiului între 5 septembrie și 4 octombrie 1916
- 1932 – S-a ridicat "Monumentul Eroilor" din Ibănești cu sprijinul financiar al Dr. Eugen Nicoară, președinte al Despărțământului A.S.T.R.A – Reghin, fiu al Ibăneștiului.
- 28 octombrie 1918 / 10 noiembrie 1918 – Consiliul Național Român și garda națională română din Ibănești.
- 1 decembrie 1918 – Marea Adunare Națională de la Alba Iulia – participă din Ibănești David Todoran, Dumitru Matei, Gliga Nicolae, Izidor Hărșan, Dumitru Măriuțăului, Pop Ioan a Gorii, Dumitru Cofar.
- 1921 – Reforma agrară – sunt împroprietăriți din Ibănești din teritoriul statului „Lunca Iepuri” și „Lunca Zâmți” invalizii, văduvele și orfanii de război, cu suprafața de 10 iugăre și 6 stânjeni.
- 1931 – pădurea comunală Ibănești avea suprafața de 2.508 iugăre.
- 12 septembrie 1944 – se dau lupte grele în Ibănești; în satul Dulcea a funcționat un spital pentru răniți, unde au fost îngrijiți aproximativ 2.000 de răniți români și sovietici.
- 20 martie 1990 – Cofariu Mihăilă din Ibănești nr. 380 este bătut bestial în tragicele evenimente care au avut loc în Târgu Mureș. cunoscut ca și Conflictul interetnic de la Târgu Mureș.

## Localizare
Localitatea este situată pe râul Gurghiu, pe drumul județean  DJ153C Reghin - Gurghiu - Lăpușna.
Satul Ibănești se află la 20 km spre est de orașul Reghin, în Depresiunea Gurghiului, pe cursul superior al râului Gurghiu.
Este o așezare liniștită de munte, în stilul câmpulungurilor și de o frumusețe asemănătoare cu Rucărul sau Dragoslavele, cu o lungime de 11,35 km. Se învecinează în partea de răsărit cu județul Harghita, la sud cu ținutul Sovatei, comuna Chiheru de Jos, la vest cu comuna Gurghiu iar spre nord cu comunele Hodac, Stânceni și Lunca Bradului.
Latitudinea 46º47’ nord, longitudinea 24º28’ est, altitudinea 530–570 m.  Relieful e deosebit de variat. Valea pe care este situată comuna Ibănești, poartă denumirea maiestuoasei corole a Munților Gurghiu. În limitele așezării sunt cuprinse masivele Fâncel (1.684 m), Bătrâna (1.634 m), Tătarca (1.688 m) și Vârful Saca (1.777 m), care până la cota de 1.600 m poate fi urcat cu mașini de transport, sau alt gen de mașini, pe drumul forestier ce se avântă apoi spre sud-vest până-n Sovata.

## Hidrologie și climat
Rețeaua hidrografică din aceste masive și de pe întreaga zonă a Văii Gurghiului este colectată de apele Gurghiului. De sub masivul Bătrâna izvorăsc pâraiele Lăpușna și Creanga Albă, iar Frățileasa, Găinușa, Tătarca și Drăgușa lasă să iasă pline de energie toți afluenții Secuieului care-și au obârșia sub Vârful Saca Mare și care dirijează drumul tuturor suratelor lui, aducându-i și vărsându-i în Valea Lăpușnei; care împreună cu Gâtea și Meșterița pe dreapta, Sebeșul pe stânga, croiesc frumosul drum și dau naștere Văii Gurghiului care adună: Pârâul Nergu, Fâncel, Fătăciunița, Tisieu, Tireu, Isticeu, Valea Cașvei, pe dreapta, iar în stânga Călin, Sirodul, Prislopul, Bucin, Florești, Dulcea, Pietroasa și Orșova, ca să le ducă și să le lase în Mureș.
Cea mai mare suprafață aparține climei „muntelui și dealului” cu ușoare diferențieri de la est la vest. Izotermele anuale sunt cuprinse în medie între +6º-8 °C. Ploile din zona Fâncel, punctul maxim al precipitațiilor, sunt de 1.244,2 mm anual. Iarna precipitațiile sunt bogate, stratul de zăpadă în munți atingând grosimea de 0,75 m–2,5 m. (în anul 1975/1976).

## Flora și fauna
Vegetația este foarte diferită: bradul alb, fagul, molidul (pe văile Sirod, Meștera, Sebeș ș.a.), alunul, zmeurul, murul, afinul, fragii, jneapănul, ienupărul, aninul. Plante medicinale: măcieșul, socul, izma ș.a., sunt folosite în tratamentul diferitelor boli. Câmpurile sunt pline de narcise, bulbuci, garofițe, campanule, stânjenei de baltă, ghiocei și căldărușe.
Fauna este constituită din cerbi, cerbul lopătar, râsul, jderul, mistrețul, lupul, căpriorul, cocoșul de munte, buha, huhurezul ș.a. În apele curgătoare de munte, sunt specii de păstrăv, lipan, mreană, clean, grindel, rac și țipar.

## Vechea mănăstire
Mănăstirea greco-catolică de aici e amintită în conscripția episcopului Atanasie Rednic din 1765. Raportul din 16 iunie 1774 al episcopului Grigore Maior spune că mănăstirea avea un călugăr, iar averea consta dintr-un fânaț de 12 care și o grădină cu pomi.

## Personalități
- Ioan-Cristian Chirteș (n.1972), deputat, senator

## Imagini

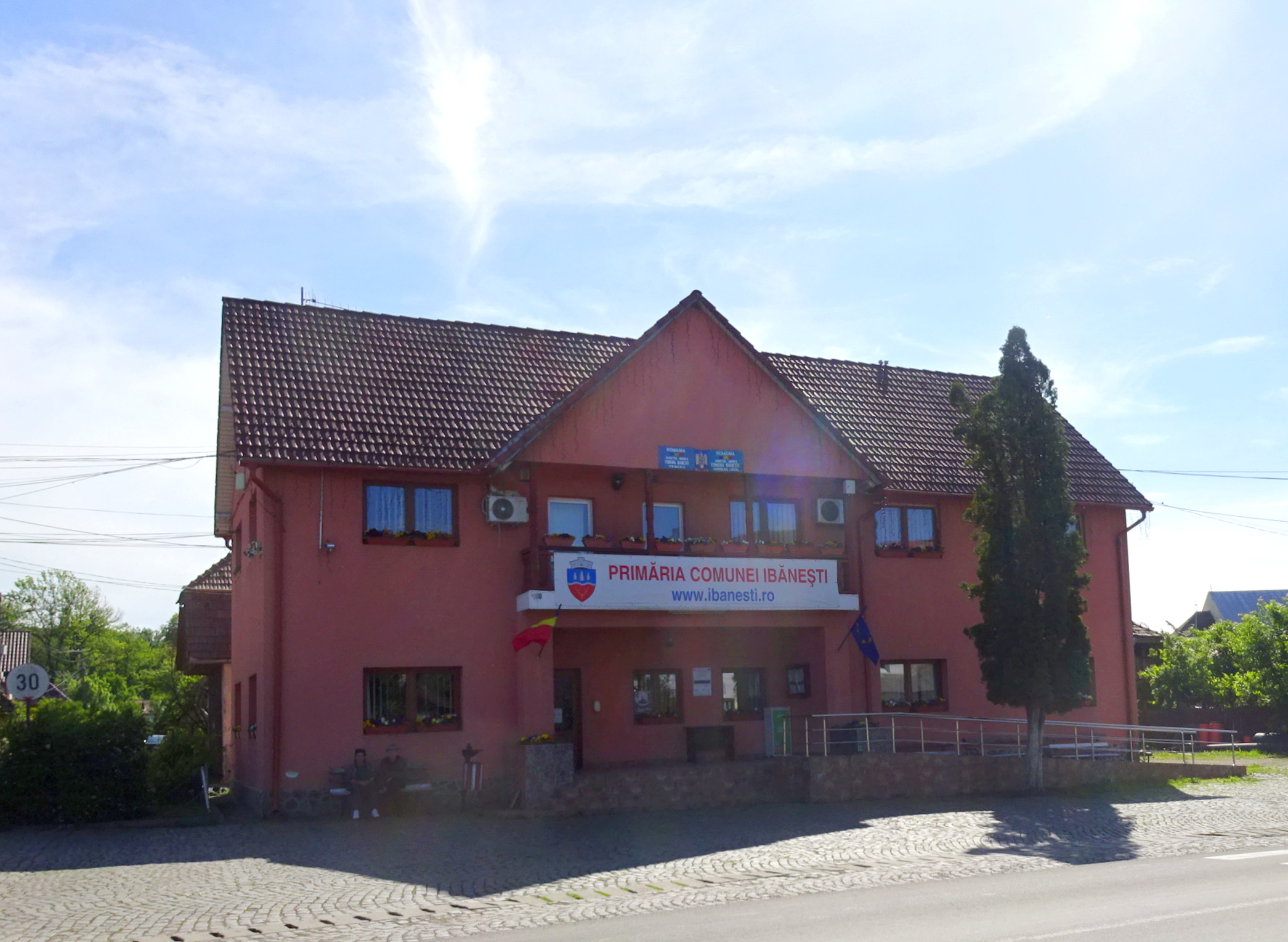
Primăria comunei
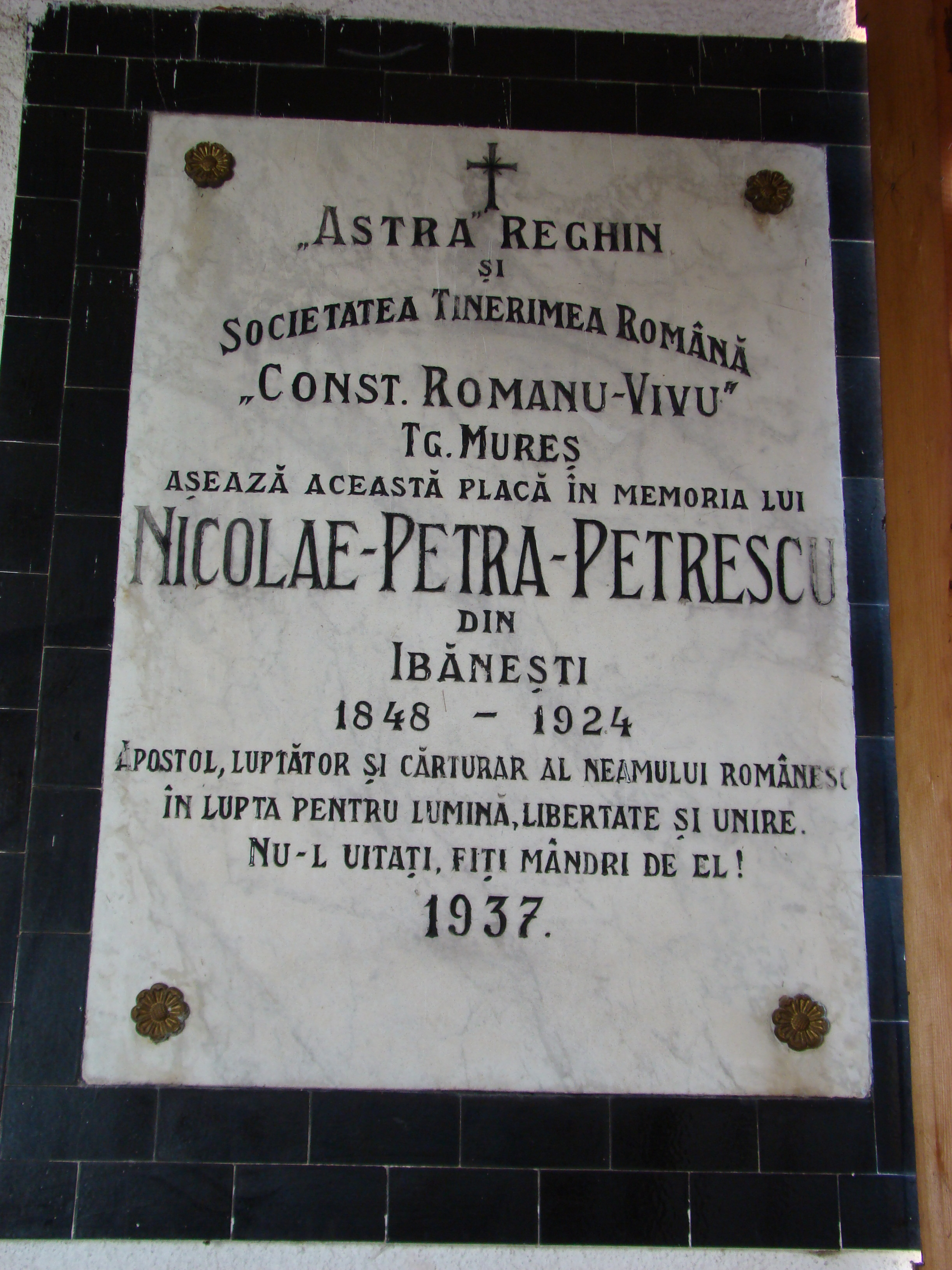
Placa comemorativă din marmură albă închinată lui Nicolae Petra-Petrescu din Ibănești
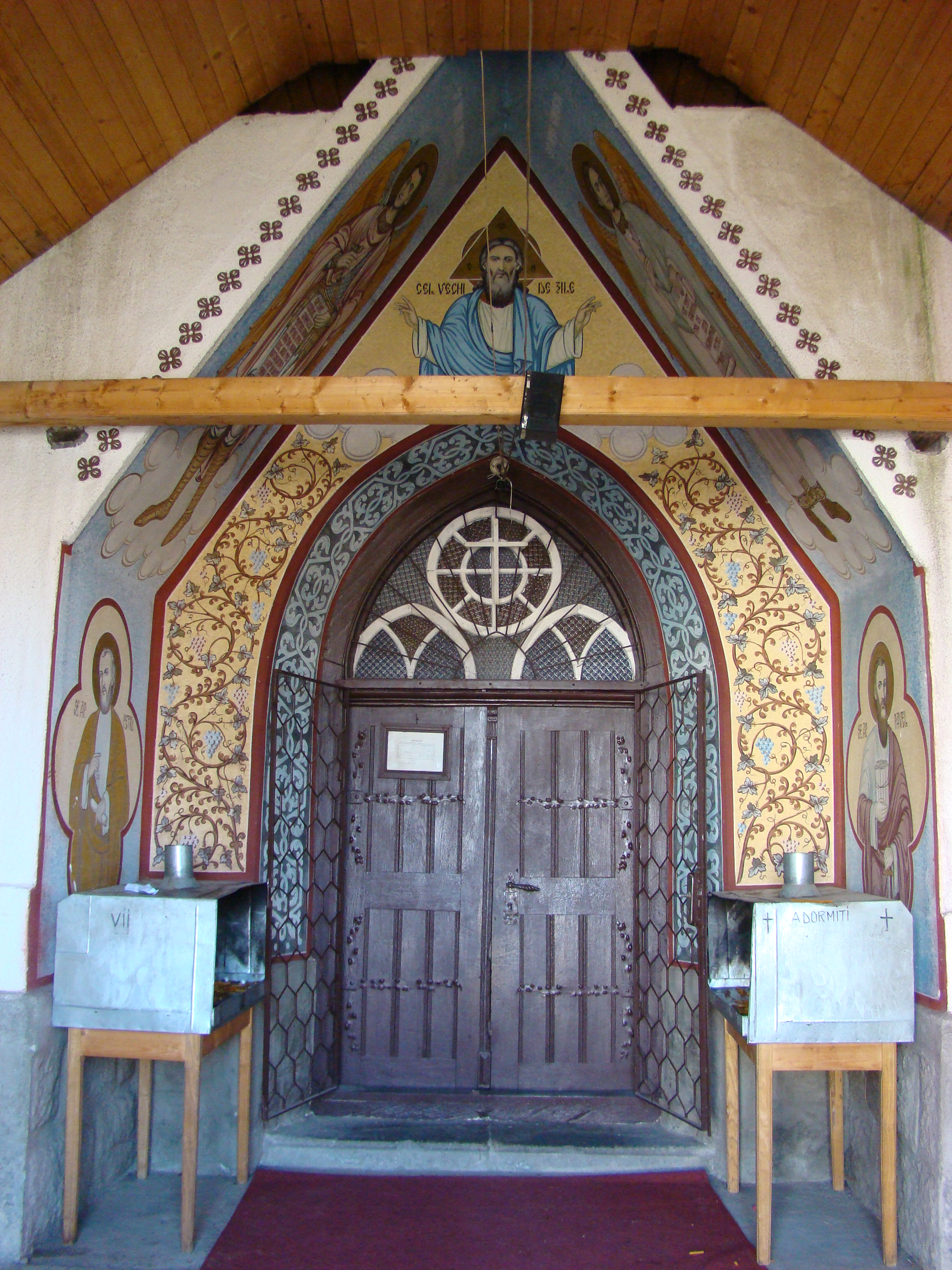
Biserica ortodoxă, construită în stil neogotic, cu contraforți, din piatră de munte adusă din Munții Gurghiului
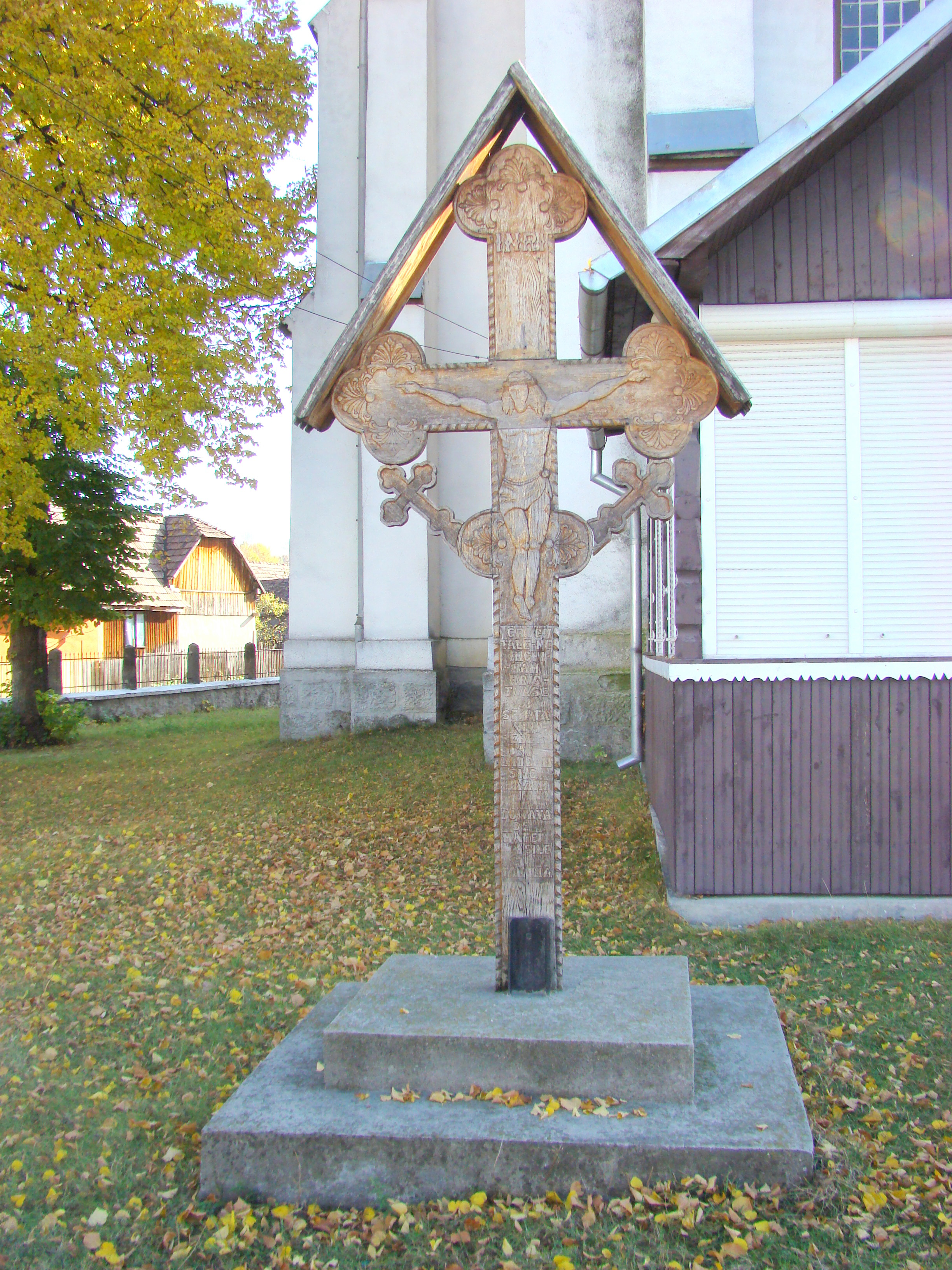
Troiță
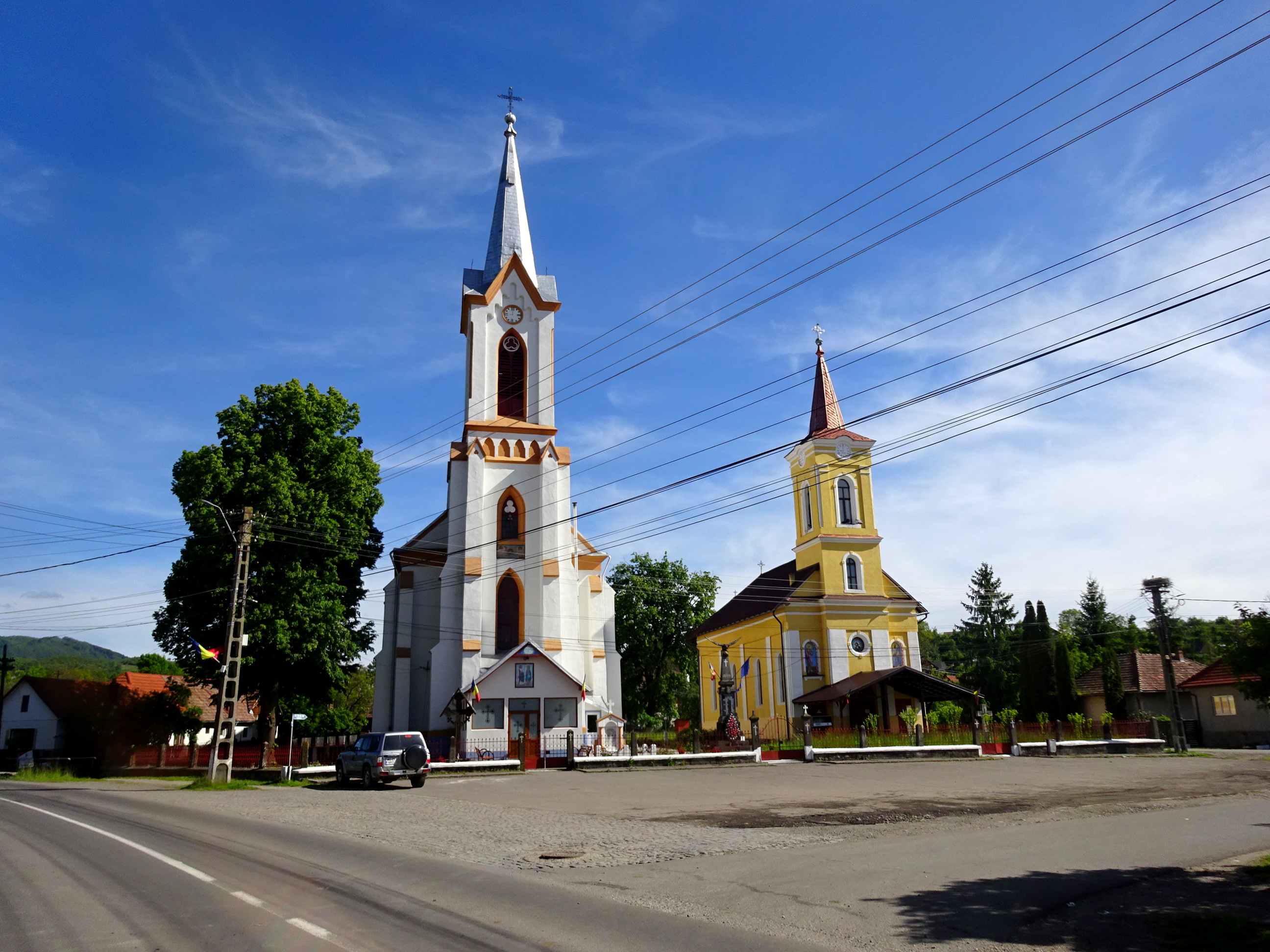
Bisericile ortodoxă și greco-catolică
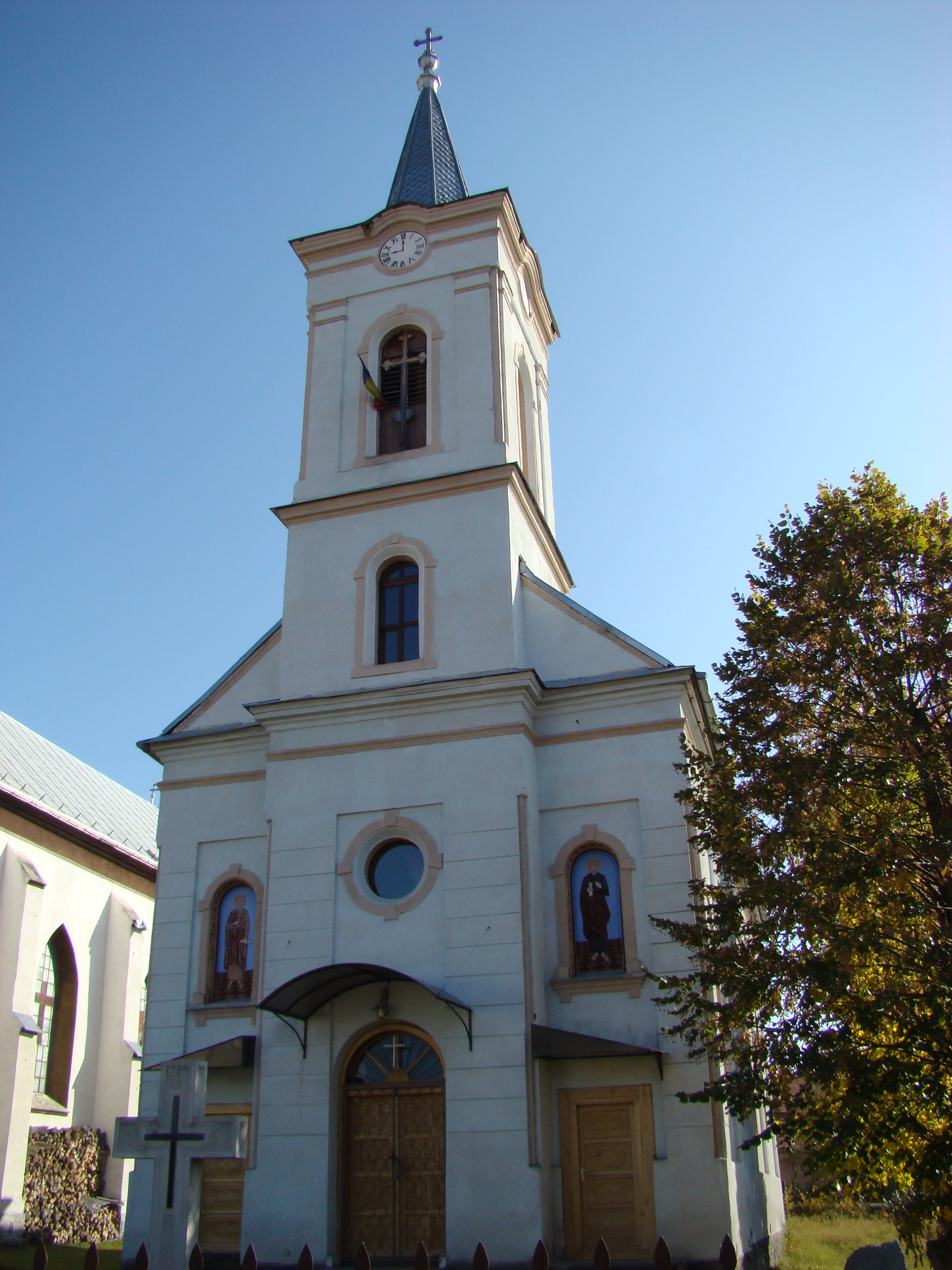
Biserica greco-catolică, construită în 1912
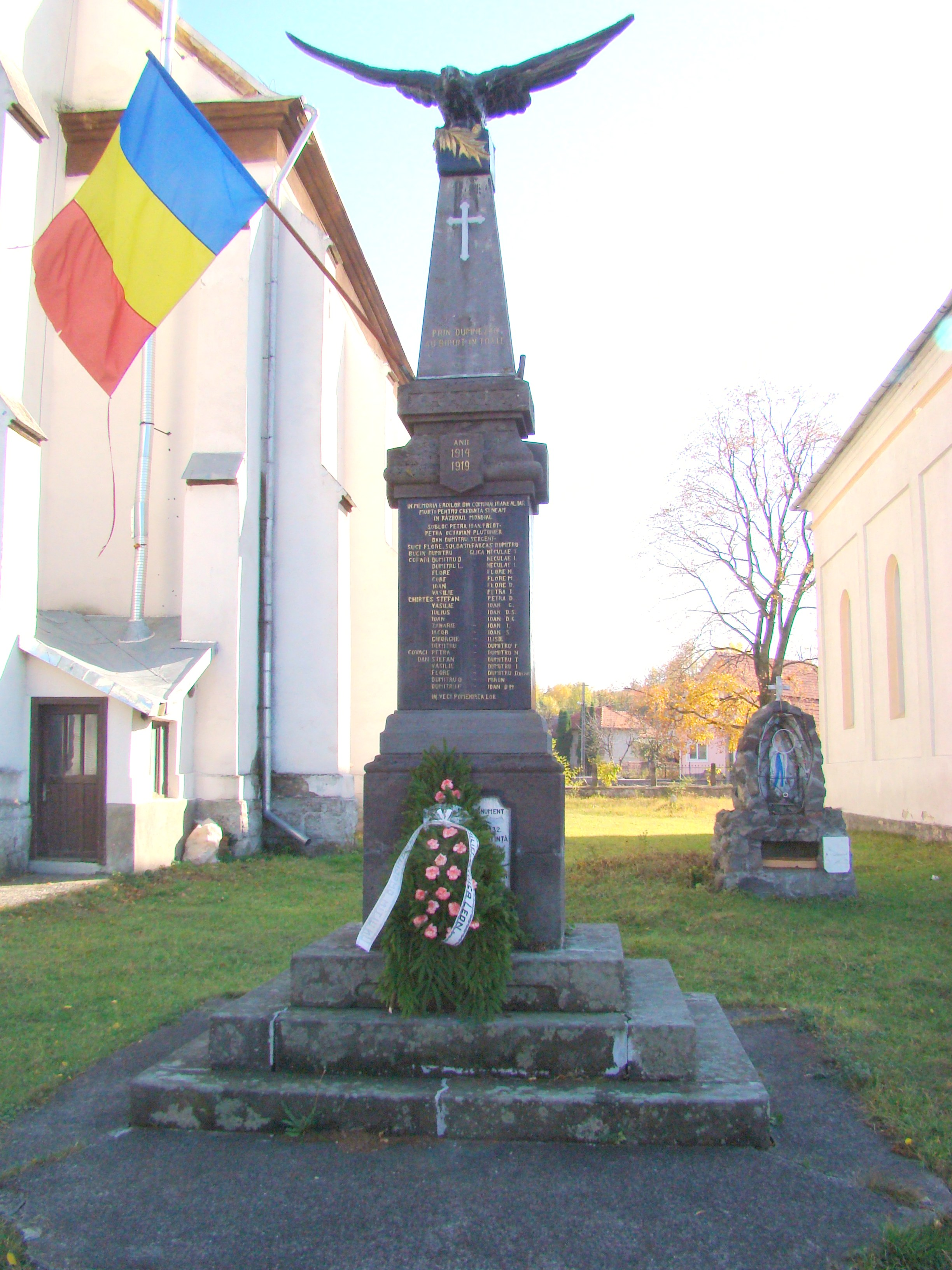
Monumentul eroilor din Ibănești, obelisc ridicat în 1932
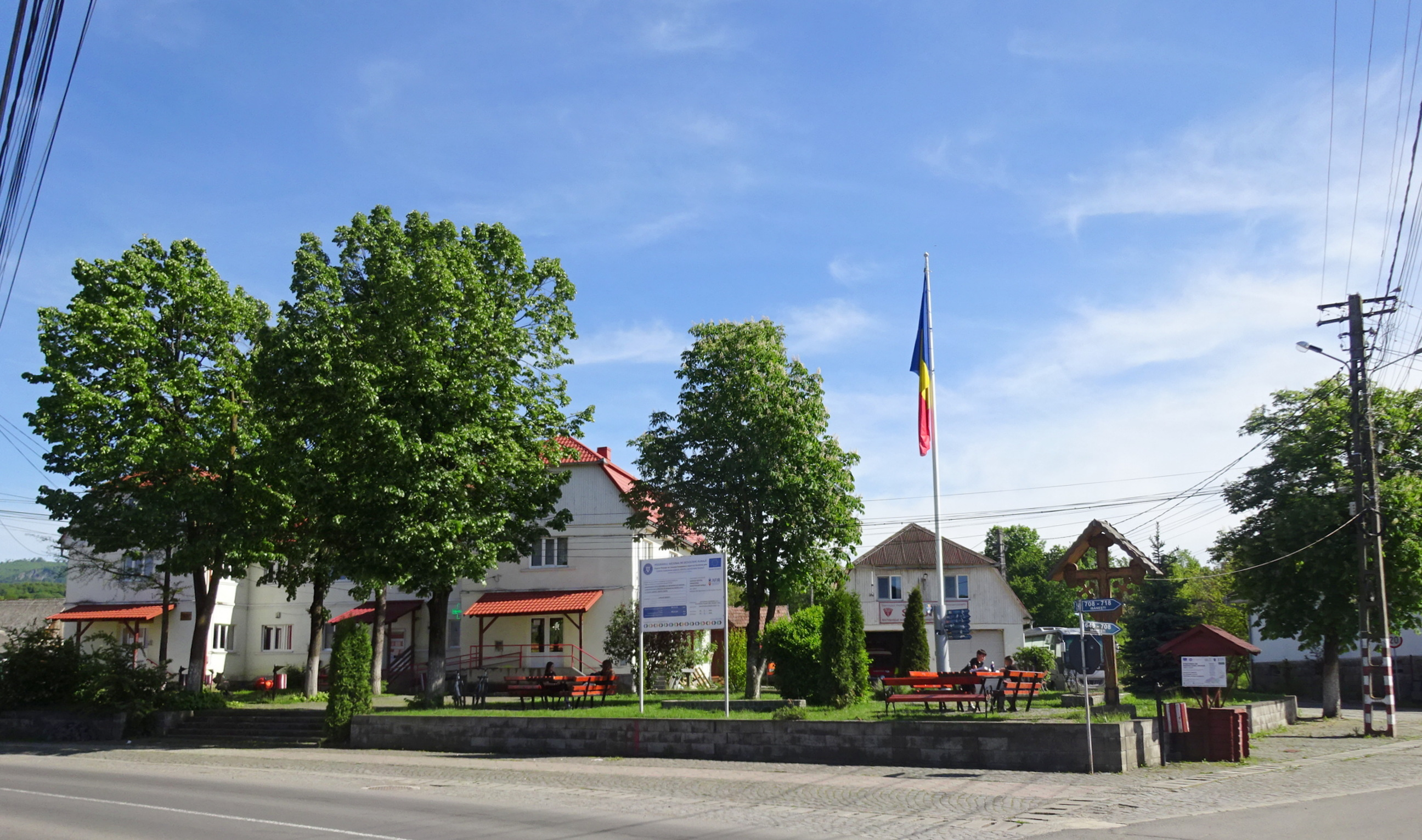
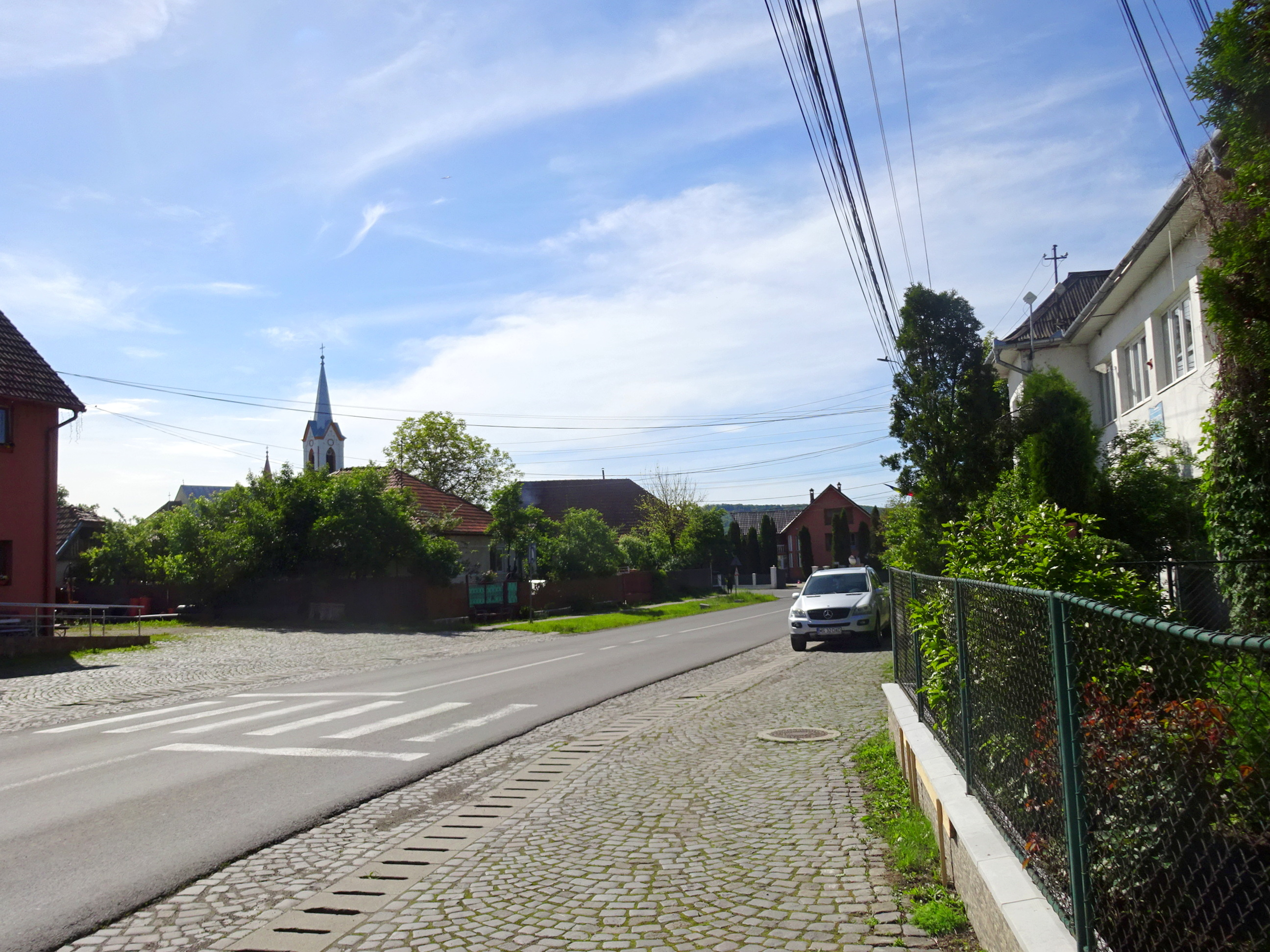
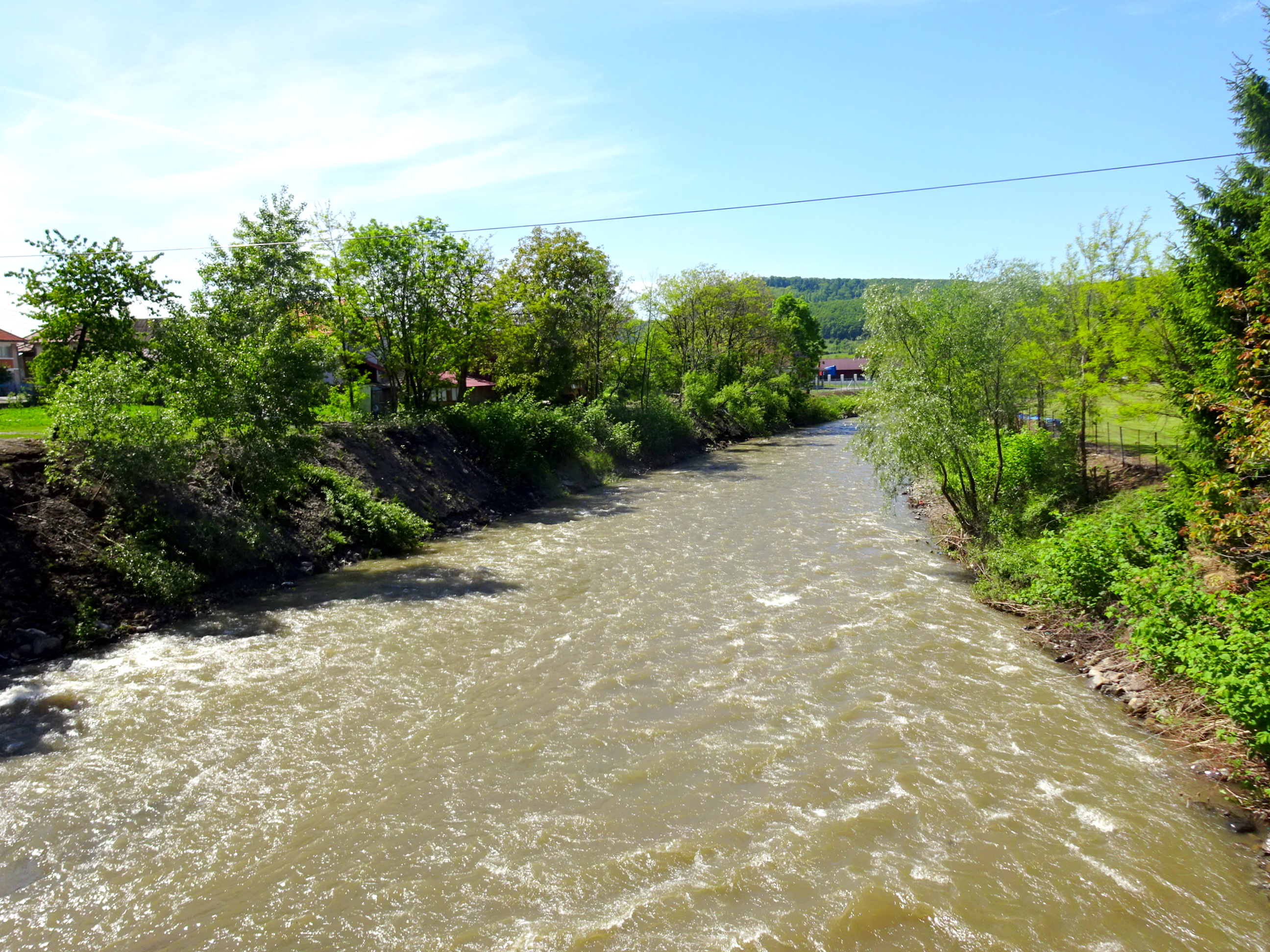
Râul Gurghiu lângă Ibănești